# 1967年の日本
1967年の日本（1967ねんのにほん）では、1967年（昭和42年）の日本の出来事・流行・世相などについてまとめる。

## 他の紀年法
日本では、西暦の他にも以下の紀年法を使用している。なお、
以下の紀年法は西暦と月日が一致している。
- 元号
  - 昭和42年
- 神武天皇即位紀元
  - 皇紀2627年
- 干支
  - 丁未（ひのと ひつじ）

## 在職者
- 天皇：裕仁
- 内閣総理大臣：佐藤栄作（自由民主党）
- 内閣官房長官：福永健司→木村俊夫（自由民主党）
- 最高裁判所長官：石田和外
- 衆議院議長：石井光次郎
- 参議院議長：重宗雄三

## できごと

### 1月
- 1月1日 - 日本専売公社が葉巻たばこ「パロマ」を発売。
- 1月5日 - 鹿児島県川内市（現・薩摩川内市）で警察官殺害事件が発生。
- 1月8日 - 前年12月21日の茨城県議会黒い霧解散に伴う茨城県議会議員選挙投票。
- 1月12日 - 日本血液銀行協会、売血の全廃を決定（預血は継続）[1]。
- 1月13日 - 神奈川県藤沢市藤沢で帰宅途中の女子高生が労務者の男に襲われ殺害される。同月18日に犯人の男を逮捕。
- 1月23日 - 16歳の日本と黒人のミックスの少年が、女性3人を暴行して殺害後、金銭を奪った事件を広域重要106号に指定。同日、犯人を千葉県柏市内で逮捕。
- 1月29日 - 第31回衆議院議員総選挙投票[2]。前年12月27日の黒い霧解散に伴うもの。（1969年12月2日解散（沖縄解散））

### 2月
- 2月1日
  - 大阪府の布施市・河内市・枚岡市の3市が合併して東大阪市が発足。
  - 岡山県倉敷市と児島市・玉島市が合併。新市制による倉敷市となる。
  - 森永製菓が「チョコボール」を発売。
  - 漫画『碧南一家』が連載開始。現在も続く、日本最長寿漫画[3]。
- 2月10日 - 北陸鉄道金沢市内線がこの日限りで廃止。
- 2月11日 - 初の建国記念の日[4]。
- 2月15日 - 東京国際空港に時限爆弾が仕掛けられる[5]。
- 2月17日 - 第2次佐藤内閣発足。全閣僚再任[4]。
- 2月20日 - トヨタ自動車が「ハイエース」を発売（5月には「2000GT」を発売）。
- 2月28日 - 川端康成、石川淳、安部公房、三島由紀夫らが文化大革命に対する抗議声明発表。

### 3月
- 3月1日
  - 埼玉県鳩ヶ谷町が市制施行し、鳩ヶ谷市となる。
  - 阪急千里線南千里駅 - 北千里駅間が開業。この延伸開業と同時に、路線名が千里山線から千里線に改称され、北千里山駅が南千里駅に改称された。新規に開業した北千里駅では世界初の無人自動改札システムが設置された[6]。
- 3月4日 - 大相撲の高見山大五郎（本名：ジェシー・クハウルア）が相撲界で史上初となる外国人関取（十両）に昇進[7]。
- 3月6日 - 日本航空、世界一周路線の運航開始[8]。
- 3月12日 - 青年医師連合（36大学、2400人加盟）がインターン制度に反対して医師国家試験をボイコット[8]。
- 3月20日 - 本田技研工業が「N360」を発売。「スバル・360」の牙城を崩す。
- 3月21日 - 1912年に開催されたストックホルム五輪のマラソン競技に出場し競技中に失踪したものとして扱われていた金栗四三が当日に行われた同五輪55周年記念式典に招待され、競技場内を走りゴールイン（最下位）。タイム54年8カ月6日5時間32分20秒3を記録し、のちにギネス世界記録した。同日、ストックホルム五輪の全日程の終了が宣言された。
- 3月24日 - 大阪市営地下鉄谷町線の東梅田駅 - 谷町四丁目駅間が開業（以降区間を拡大し、1983年全線開業）。
- 3月29日 - 第39回選抜高等学校野球大会が阪神甲子園球場で開幕。
- 3月30日 - 名古屋市営地下鉄1号線東山公園駅 - 星ヶ丘駅間および2号線栄駅 - 金山駅間開業。
- 3月31日 - 井笠鉄道神辺線・矢掛線がこの日限りで廃止。

### 4月
- 4月1日
  - 大阪府泉南町（現在の泉南市）の南海電鉄本線踏切で急行電車が大型トラックと衝突、電車の1・2両が男里川に転落。死者5人・重軽傷者208人の大惨事に[9]。
  - 兵庫県加西郡3町（北条町・泉町・加西町）が合併し、加西市が発足。
  - 大分県宇佐郡4町（宇佐町・駅川町・四日市町・長洲町）が合併し、宇佐市が発足。
- 4月3日
  - トヨタ自動車が「ランドクルーザー」56型を発売。
  - 山形県の赤湯町・宮内町・和郷村が合併し、南陽市が発足。
  - 長野県の福島町と新開村が合併し、木曽福島町が発足。
- 4月5日 - 岡山大学の教授が、富山県で発生したイタイイタイ病は三井金属鉱業神岡鉱山（岐阜県）の廃水が原因であることを発表[10]。
- 4月7日 - 第39回選抜高校野球大会の決勝戦が13時2分より甲子園球場にて行われ、津久見高校が高知高校を延長10回の末2-1で破り優勝。
- 4月15日
  - 統一地方選挙が行われる。東京都知事選挙では美濃部亮吉が当選、革新知事ブームのさきがけに[10]。
  - 東京駅発の新幹線下り「ひかり21号」に爆発物が仕掛けられる。
- 4月18日 - 厚生省が阿賀野川水銀中毒（第二水俣病）は昭和電工鹿瀬工場（新潟県）の廃水が原因であると結論[11]。
- 4月20日 - サントリーがびん入り生ビール「純生」発売。
- 4月25日 - 東伊豆道路全線開通。
- 4月28日 - 東急こどもの国線（長津田駅 - こどもの国駅）が開業。

### 5月
- 5月14日 - 日ノ丸自動車法勝寺電鉄線がこの日限りで廃止。
- 5月22日 - エスフーズ（当時の社名スタミナ食品）設立。
- 5月24日 - 朝日訴訟の最高裁判所大法廷判決[12]。
- 5月30日 東洋工業が世界初となる2ローターロータリーエンジン搭載のスポーツカー「コスモスポーツ」を発売[13]。

### 6月
- 6月2日 - 第8次西成暴動が発生。
- 6月10日 - 東京教育大学の筑波研究学園都市への移転が決定[14]。
- 6月18日 - 山陽電気鉄道電鉄塩屋駅で停車中の普通列車の荷棚に置かれていた荷物が爆発し2人が死亡、29人が重傷[15]。

### 7月
- 7月1日 - 三菱鉱業茶志内炭礦専用鉄道が廃止。
- 7月3日 - FM東海（のちのエフエム東京）で「JET STREAM」が放送開始。2024年現在も続いているFM最長寿番組。
- 7月14日 - タカラが「リカちゃん人形」を発売[16]。着せ替え人形のベストセラー商品となる。
- 7月19日 - 東京女子医科大学の今井通子と若山美子が女性で初めてマッターホルン北壁の登頂に成功[16]。
- 7月21日 - 公正取引委員会が松下電器産業にヤミ再販の停止を勧告[16]。
- 7月22日 - 高田光政がグランド・ジョラス北壁の登頂に成功（日本人で初めてアイガー、マッターホルン、グランド・ジョラスのアルプス3大北壁全登頂に成功）[16]。
- 7月28日 - NHK、ラジオ受信料の廃止を決定（1968年4月1日施行）[17]。
- 7月31日 - 天塩炭砿鉄道が廃止。

### 8月
- 8月1日
  - 西穂高岳落雷遭難事故[17]。現在も西穂高岳に慰霊登山に訪れる関係者がいる。
  - 資生堂が男性化粧品の「MG5」を発売[18]。団次郎を起用したTVCMが人気となる。
- 8月3日 - 公害対策基本法公布[17]。
- 8月8日 - 国鉄新宿駅構内で米軍用燃料を積載した貨物列車が脱線炎上する事故（米軍燃料輸送列車事故）[19]。
- 8月11日 - 第49回全国高等学校野球選手権大会が開幕。
- 8月20日 - 第49回全国高等学校野球選手権大会の決勝戦。千葉代表・習志野が広島代表・広陵に7-1で勝利し、初優勝。
- 8月26日-29日頃 - 昭和42年8月洪水（羽越豪雨）発生。
- 8月27日
  - ユニバーシアード東京大会開催（9月4日まで）[20]。
  - 静岡鉄道駿遠線新袋井駅 - 新三俣駅間がこの日限りで廃止。

### 9月
- 9月1日
  - 四日市ぜんそくの患者9人が訴訟を起こす（日本における初の大気汚染訴訟）[21]。
  - 三菱電機が電気掃除機「風神」を発売。
  - 水害により7月9日から休止していた柚木線が廃止。
- 9月14日 - 営団東西線大手町駅 - 東陽町駅間開業。
- 9月23日 - 前年5月2日に開業したドリーム開発ドリームランド線が車両の重量過大に起因する問題により、この日限りで休止。そのまま復活せず2003年に正式に廃止された。
- 9月28日 - 上越線新清水トンネル開通[22]。
- 9月30日
  - 大阪市営地下鉄中央線の谷町四丁目駅 - 森ノ宮駅間が開業（1969年12月、大阪港駅 - 深江橋駅間が貫通）。
  - 東京新聞社が東京新聞の編集・発行を中部日本新聞社に委譲。

### 10月
- 10月1日
  - パ・リーグで阪急が球団創立32年目で初優勝[23]。
  - 森永製菓が「エールチョコレート」発売。作曲家の山本直純を起用したTVCMが人気となる。
  - 日本初の寝台電車581系がダイヤ改正を機に運用開始。東北・九州方面の寝台特急と昼行特急に長く使用された。
  - 京王帝都電鉄高尾線（北野駅 - 高尾山口駅）開業。
  - 伊予鉄道唯一の非電化路線であった横河原線が全線電化され、同社の全路線が電化路線となる。
- 10月2日
  - 深夜放送の代名詞的存在である、ニッポン放送系のラジオ番組「オールナイトニッポン」が放送開始。初代パーソナリティは糸居五郎（月曜）、斉藤安弘（火曜）、高岡尞一郎（水曜）、今仁哲夫（木曜）、常木建男（金曜）、高崎一郎（土曜）。
- 10月7日 - 巨人、3年連続セ・リーグ優勝（V3）。
- 10月18日 - ツイッギー来日[24]。日本にミニスカートブーム到来。
- 10月20日 - 吉田茂元首相死去[24]。
- 10月27日 - 福島県いわき市の日産サニー販売店で宿直員の男性が殺害され、現金などが奪われる事件が発生（日産サニー事件）。
- 10月28日
  - 日本シリーズで巨人が阪急下し3年連続の日本一。
  - 台風34号が愛知県に上陸。1990年11月下旬に台風28号が上陸するまでは、日本への上陸日時が最も遅い台風であった。
- 10月30日 - 鹿島石油設立。
- 10月31日 - 吉田茂元首相の本葬が戦後初の国葬として日本武道館で営まれる[25]。
- 聖悠紀による漫画『超人ロック』が同人誌に発表される。

### 11月
- 11月1日
  - 八郎潟干拓農地への入植が始まる。
  - 渋谷区道玄坂の小学校跡地に東急百貨店本店開店。
- 11月4日 - 赤城登山鉄道ケーブルカーがこの日限りで休止（翌1968年6月1日廃止）。
- 11月9日 - 米軍が押収していた原爆記録映画が22年ぶりに返還[25]。
- 11月11日 - 日本エスペラント協会会員の由比忠之進が、ベトナム戦争に反対する佐藤栄作首相宛の抗議書を携え、首相官邸近くで焼身自殺を図る[26]。
- 11月21日 - 小田急百貨店（新宿店）本館完成、11月23日全館営業開始。旧館は小田急ハルク（現ハルク）として11月27日新装開店。
- 11月23日 - 北朝鮮工作員の李在元こと李載元が外務省保管の機密資料を入手していたことが検挙される。
- 11月25日 - 第2次佐藤改造内閣発足[27]。
- 11月30日 - 羽後交通雄勝線西馬音内駅 - 梺駅間がこの日限りで廃止。

### 12月
- 12月1日 - 東京ガスがガス・セントラルヒーティングを発売。
- 12月9日 - 東京都電の本通線の一部（新橋 - 通三丁目、通称「銀座線」）など計9系統がこの日限りで廃止[28]。銀座通りから都電が姿を消す。1系統が廃止され高性能車5500形が運用終了。
- 12月15日 - 『週刊少年マガジン』（講談社）にて、漫画『あしたのジョー』（原作：高森朝雄・作画：ちばてつや）の連載が開始。
- 12月16日 - 早川電機工業がIC電卓を発売[29]。
- 12月17日 - 呉市電がこの日限りで廃止。
- 12月24日 - 餃子の王将が京都で一号店オープン。
- 12月26日 - 住友クレジットサービス設立。

## 文化と芸術

### 流行

#### 流行語
- アングラ
- 核家族
- ハイミス
- ハプニング
- フーテン族
- ボイン

### 漫画
- 2月から、碧南市の広報紙に、漫画『碧南一家』が連載開始。途中で、休載と作者交代があったが、現在も続く漫画としては、日本最長寿漫画である[3]。
- 10月に、聖悠紀による漫画『超人ロック』が同人誌に発表される。この漫画は、2020年8月の休載をもって一応の完結とされ、この発表・掲載期間52年10か月は、『仙人部落』、『碧南一家』、『タンマ君』、『ゴルゴ13』に次ぐ記録的数字である[3]。

## スポーツ

### 各競技
- 大相撲（幕内最高優勝）
  - 初場所 大鵬幸喜
  - 春場所 北の富士勝昭
  - 夏場所 大鵬幸喜
  - 名古屋場所 柏戸剛
  - 秋場所 大鵬幸喜
  - 九州場所 佐田の山晋松
- プロ野球
  - セ・リーグ優勝 読売ジャイアンツ
  - パ・リーグ優勝 阪急ブレーブス
  - 日本シリーズ優勝 読売ジャイアンツ（4勝2敗）
- 高校野球
  - 春優勝 津久見（大分県）
  - 夏優勝 習志野（千葉県）

## 誕生

### 10月
- 10月14日 - 長浦京、小説家